# Magali Kempen
Magali Kempen (ur. 30 listopada 1997) – belgijska tenisistka.

## Kariera tenisowa
W karierze zwyciężyła w jedenastu singlowych i dwudziestu pięciu deblowych turniejach rangi ITF. 3 kwietnia 2023 roku zajmowała najwyższe miejsce w rankingu singlowym WTA Tour – 191. pozycję, natomiast 3 marca 2025 osiągnęła najwyższą pozycję w rankingu deblowym – 106. miejsce.

## Finały turniejów WTA
| Legenda                   | Legenda |
| ------------------------- | ------- |
| Wielki Szlem              |         |
| Igrzyska olimpijskie      |         |
| WTA Tour Championships    |         |
| od 2021                   |         |
| WTA 1000 (obowiązkowe)    |         |
| WTA 1000 (nieobowiązkowe) |         |
| WTA 500                   |         |
| WTA 250                   |         |
| WTA 125                   |         |

### Gra podwójna 2 (1–1)
| Końcowy wynik | Nr | Data             | Turniej     | Nawierzchnia  | Partnerka    | Przeciwniczki                         | Wynik finału |
| ------------- | -- | ---------------- | ----------- | ------------- | ------------ | ------------------------------------- | ------------ |
| Finalistka    | 1. | 3 listopada 2024 | Mérida      | Twarda        | Lara Salden  | Quinn Gleason Ingrid Gamarra Martins  | 4:6, 4:6     |
| Zwyciężczyni  | 1. | 9 lutego 2025    | Kluż-Napoka | Twarda (hala) | Anna Sisková | Jaqueline Cristian Angelica Moratelli | 6:3, 6:1     |

## Finały turniejów WTA 125

### Gra podwójna 1 (1–0)
| Końcowy wynik | Nr | Data            | Turniej             | Nawierzchnia | Partnerka    | Przeciwniczki                     | Wynik finału |
| ------------- | -- | --------------- | ------------------- | ------------ | ------------ | --------------------------------- | ------------ |
| Zwyciężczyni  | 1. | 5 kwietnia 2025 | La Bisbal d’Empordà | Ceglana      | Anna Sisková | Darja Semeņistaja Nina Stojanović | 7:6(1), 6:1  |

## Finały turniejów rangi ITF
| turnieje z pulą nagród 100 000 $ (W100)  |
| turnieje z pulą nagród 80 000 $ (W80)    |
| turnieje z pulą nagród 60 000 $ (W75)    |
| turnieje z pulą nagród 40 000 $ (W50)    |
| turnieje z pulą nagród 25/30 000 $ (W35) |
| turnieje z pulą nagród 15 000 $ (W15)    |
| turnieje z pulą nagród 10 000 $          |

### Gra pojedyncza 21 (11–10)
| Rezultat     |     | Data       | Turniej          | ($)      | Naw.          | Przeciwniczka             | Wynik               |
| Zwyciężczyni | 1.  | 20/09/2015 | Marsa al-Kantawi | 10 000   | Twarda        | Joséphine Boualem         | 6:2, 1:6, 6:4       |
| Zwyciężczyni | 2.  | 25/10/2015 | Marsa al-Kantawi | 10 000   | Twarda        | Kathinka von Deichmann    | 5:7, 6:3, 6:2       |
| Finalistka   | 1.  | 17/09/2016 | Pétange          | 10 000   | Twarda (hala) | Elixane Lechemia          | 3:6, 0:6            |
| Finalistka   | 2.  | 25/06/2017 | Kaltenkirchen    | 15 000   | Ceglana       | Katharina Gerlach         | 4:6, 6:7(2)         |
| Zwyciężczyni | 3.  | 03/09/2017 | Middelkerke      | 15 000   | Ceglana       | Julyette Steur            | 6:2, 6:2            |
| Finalistka   | 3.  | 10/09/2017 | Praga            | 15 000   | Ceglana       | Alice Ramé                | 4:6, 4:5 krecz      |
| Finalistka   | 4.  | 24/09/2017 | Szarm el-Szejk   | 15 000   | Twarda        | Lee Pei-chi               | 6:7(3), 3:6         |
| Zwyciężczyni | 4.  | 01/10/2017 | Szarm el-Szejk   | 15 000   | Twarda        | Lee Pei-chi               | 6:7(4), 7:6(5), 6:4 |
| Finalistka   | 5.  | 14/10/2018 | Monastyr         | 15 000   | Twarda        | Ilona Georgiana Ghioroaie | 3:6, 1:4 krecz      |
| Zwyciężczyni | 5.  | 28/01/2019 | Szarm el-Szejk   | 15 000   | Twarda        | Simona Waltert            | 5:7, 6:3, 6:3       |
| Zwyciężczyni | 6.  | 24/02/2019 | Szarm el-Szejk   | 15 000   | Twarda        | Dasha Ivanova             | 6:3, 6:4            |
| Finalistka   | 6.  | 07/04/2019 | Szarm el-Szejk   | 15 000   | Twarda        | İpek Soylu                | 6:7(2), 4:6         |
| Zwyciężczyni | 7.  | 14/04/2019 | Szarm el-Szejk   | 15 000   | Twarda        | Stefania Rogozińska-Dzik  | 6:1, 6:2            |
| Zwyciężczyni | 8.  | 07/02/2021 | Szarm el-Szejk   | 15 000   | Twarda        | Sofia Costoulas           | 6:3, 6:2            |
| Finalistka   | 7.  | 11/04/2021 | Monastyr         | 15 000   | Twarda        | Salma Djoubri             | 3:6, 4:6            |
| Finalistka   | 8.  | 18/04/2021 | Monastyr         | 15 000   | Twarda        | Joanne Züger              | 6:7(4), 7:5, 6:7(5) |
| Zwyciężczyni | 9.  | 06/03/2022 | Joué-lès-Tours   | 25 000   | Twarda (hala) | Nastasja Schunk           | 6:3, 6:4            |
| Finalistka   | 9.  | 03/07/2022 | Haga             | 25 000   | Ceglana       | Natália Szabanin          | 6:7(3), 4:6         |
| Finalistka   | 10. | 18/09/2022 | Le Neubourg      | 80 000+H | Twarda        | Jaqueline Cristian        | 4:6, 4:6            |
| Zwyciężczyni | 10. | 02/04/2023 | Murska Sobota    | 40 000   | Twarda (hala) | Maria Timofeeva           | 7:5, 7:5            |
| Zwyciężczyni | 11. | 11/02/2024 | Edgbaston        | 40 000   | Twarda (hala) | Barbora Palicová          | 6:3, 7:6(6)         |

### Gra podwójna 42 (25–17)
| Rezultat     |     | Data       | Turniej              | ($)      | Naw.          | Partnerka               | Przeciwniczki                                  | Wynik             |
| Finalistka   | 1.  | 18/08/2012 | Middelkerke          | 10 000   | Twarda        | Steffi Distelmans       | Amy Bowtell Samantha Murray                    | 3:6, 3:6          |
| Zwyciężczyni | 1.  | 09/08/2013 | Koksijde             | 25 000   | Ceglana       | Nicky van Dyck          | Marie Benoît Kimberley Zimmermann              | 6:3, 7:6(3)       |
| Zwyciężczyni | 2.  | 12/04/2014 | Heraklion            | 10 000   | Twarda        | Elke Lemmens            | Nateła Dzałamidze Walendini Gramatikopulu      | 1:6, 7:5, 10–8    |
| Zwyciężczyni | 3.  | 28/06/2014 | Szarm el-Szejk       | 10 000   | Twarda        | Anna Morgina            | Jan Abaza Ola Abou Zekry                       | 6:4, 3:6, 10–2    |
| Zwyciężczyni | 4.  | 25/07/2014 | Maaseik              | 10 000   | Ceglana       | Steffi Distelmans       | Bernice van de Velde Kelly Versteeg            | 6:4, 6:3          |
| Zwyciężczyni | 5.  | 05/12/2014 | Dżibuti              | 10 000   | Twarda        | Francesca Stephenson    | Laura Deigman Naomi Totka                      | 6:3, 1:6, 8–10    |
| Finalistka   | 2.  | 12/12/2014 | Dżibuti              | 10 000   | Twarda        | Wang Xiyao              | Tessah Andrianjafitrimo Ashmitha Easwaramurthi | 6:3, 1:6, 8–10    |
| Finalistka   | 3.  | 14/03/2015 | Marsa al-Kantawi     | 10 000   | Twarda        | Chanel Simmonds         | Myrtille Georges Izabełła Szinikowa            | 6:1, 4:6, 2–10    |
| Zwyciężczyni | 6.  | 24/10/2015 | Marsa al-Kantawi     | 10 000   | Twarda        | Jana Sizikowa           | Patrycja Polańska Anna Slováková               | 7:6(0), 6:4       |
| Finalistka   | 4.  | 20/11/2015 | Helsinki             | 10 000   | Twarda (hala) | Kelly Versteeg          | Darja Miszyna Darja Łodikowa                   | 6:3, 2:6, 5–10    |
| Zwyciężczyni | 7.  | 26/08/2016 | Wanfercée-Baulet     | 10 000   | Ceglana       | Manon Arcangioli        | Anastasia Smirnova Victoria Smirnova           | 6:2, 6:0          |
| Finalistka   | 5.  | 16/09/2016 | Pétange              | 10 000   | Twarda (hala) | Justyna Jegiołka        | Chayenne Ewijk Rosalie van der Hoek            | 6:7(6), 3:6       |
| Zwyciężczyni | 8.  | 11/02/2017 | Szarm el-Szejk       | 15 000   | Twarda        | Shelby Talcott          | Brenda Njuki Marlies Szupper                   | 7:6(5), 6:2       |
| Zwyciężczyni | 9.  | 18/02/2017 | Szarm el-Szejk       | 15 000   | Twarda        | Britt Geukens           | Elena Bogdan Miriam Bulgaru                    | 6:3, 2:6, 10–7    |
| Zwyciężczyni | 10. | 06/05/2017 | Kair                 | 15 000   | Ceglana       | María Herazo González   | Sowjanya Bavisetti Rishika Sunkara             | 6:1, 6:2          |
| Finalistka   | 6.  | 24/06/2017 | Kaltenkirchen        | 15 000   | Ceglana       | Gabriella Da Silva-Fick | Albina Khabibulina Lisa Ponomar                | 4:6, 0:6          |
| Finalistka   | 7.  | 11/08/2017 | Koksijde             | 25 000   | Ceglana       | Marie Benoît            | Ankita Raina Bibiane Schoofs                   | 6:3, 3:6, 9–11    |
| Zwyciężczyni | 11. | 01/09/2017 | Middelkerke          | 15 000   | Ceglana       | Sara Cakarevic          | Cristina Adamescu Cristina Bucșa               | 6:4, 4:6, 10–5    |
| Zwyciężczyni | 12. | 26/01/2019 | Szarm el-Szejk       | 15 000   | Twarda        | Melanie Klaffner        | Jacqueline Cabaj Awad Fiona Ganz               | 6:4, 6:1          |
| Finalistka   | 8.  | 06/02/2021 | Szarm el-Szejk       | 15 000   | Twarda        | Szalimar Talbi          | Liang En-shuo Kyōka Okamura                    | 6:1, 4:6, 3–10    |
| Zwyciężczyni | 13. | 10/04/2021 | Monastyr             | 15 000   | Twarda        | Chelsea Vanhoutte       | Emma Davis Olivia Gram                         | 6:4, 6:1          |
| Finalistka   | 9.  | 19/04/2021 | Monastyr             | 15 000   | Twarda        | Chelsea Vanhoutte       | Paige Hourigan Alexandra Osborne               | 1:4 krecz         |
| Finalistka   | 10. | 17/07/2021 | Biarritz             | 60 000   | Ceglana       | Sarah Beth Grey         | Oksana Sielechmietjewa Daniela Vismane         | 3:6, 6:7(5)       |
| Finalistka   | 11. | 07/08/2021 | Parnawa              | 25 000   | Ceglana       | Rutuja Bhosale          | Justina Mikulskytė Anna Sisková                | 7:6(5), 3:6, 5–10 |
| Zwyciężczyni | 14. | 13/08/2022 | Koksijde             | 25 000   | Ceglana       | Lara Salden             | Amelie van Impe Hanne Vandewinkel              | 6:2, 6:2          |
| Zwyciężczyni | 15. | 09/09/2022 | Saint-Palais-sur-Mer | 25 000   | Ceglana       | Lu Jiajing              | Marine Partaud Wałerija Strachowa              | 6:4, 6:4          |
| Zwyciężczyni | 16. | 04/11/2022 | Nantes               | 60 000   | Twarda (hala) | Wu Fang-hsien           | Veronika Erjavec Emily Webley-Smith            | 6:2, 6:4          |
| Finalistka   | 12. | 12/11/2022 | Szarm el-Szejk       | 25 000   | Twarda        | Lu Jiajing              | Arantxa Rus Nina Stojanović                    | 6:7(1), 2:6       |
| Zwyciężczyni | 17. | 26/11/2022 | Pétange              | 25 000   | Twarda (hala) | Xenia Knoll             | Bibiane Schoofs Rosalie van der Hoek           | 6:0, 6:4          |
| Finalistka   | 13. | 28/01/2023 | Sunderland           | 60 000   | Twarda (hala) | Eden Silva              | Freya Christie Ali Collins                     | 3:6, 6:7(5)       |
| Zwyciężczyni | 18. | 25/02/2023 | Mâcon                | 40 000   | Twarda (hala) | Xenia Knoll             | Darja Astachowa Prarthana Thombare             | 6:3, 6:4          |
| Finalistka   | 14. | 01/04/2023 | Murska Sobota        | 40 000   | Twarda (hala) | Xenia Knoll             | Andreea Mitu Harriet Dart                      | walkower          |
| Zwyciężczyni | 19. | 09/12/2023 | Monastyr             | 25 000   | Twarda        | Lara Salden             | Katharina Hobgarski Sapfo Sakellaridi          | 6:7(5), 6:4, 10–4 |
| Zwyciężczyni | 20. | 10/02/2024 | Edgbaston            | 40 000   | Twarda (hala) | Lara Salden             | Ali Collins Yuriko Miyazaki                    | 7:6(6), 6:2       |
| Zwyciężczyni | 21. | 01/06/2024 | La Marsa             | 25 000   | Twarda        | Lara Salden             | Katarína Kužmová Radka Zelníčková              | 6:4, 7:6(5)       |
| Zwyciężczyni | 22. | 10/08/2024 | Koksijde             | 25 000   | Ceglana       | Lara Salden             | Laura Böhner Funa Kozaki                       | 6:4, 6:0          |
| Zwyciężczyni | 23. | 17/08/2024 | Duffel               | 25 000   | Ceglana       | Ema Kovacevic           | Tilwith Di Girolami Lian Tran                  | 6:1, 6:4          |
| Zwyciężczyni | 24. | 31/08/2024 | Meerbusch            | 40 000   | Ceglana       | Lara Salden             | Gina Marie Dittmann Vivien Sandberg            | 6:3, 6:0          |
| Finalistka   | 15. | 13/10/2024 | Quinta do Lago       | 40 000   | Twarda        | Lara Salden             | Matilde Jorge Justina Mikulskytė               | 6:2, 4:6, 12–14   |
| Finalistka   | 16. | 26/10/2024 | Saguenay             | 60 000+H | Twarda (hala) | Lara Salden             | Dalayna Hewitt Anna Rogers                     | 1:6, 5:7          |
| Zwyciężczyni | 25. | 28/02/2025 | Mâcon                | 50 000+H | Twarda (hala) | Justina Mikulskytė      | Tayisiya Morderger Yana Morderger              | 7:6(5), 6:2       |
| Finalistka   | 17. | 08/03/2025 | Trnawa               | 60 000   | Twarda (hala) | Jessika Ponchet         | Isabelle Haverlag Jelena Pridankina            | 2:6, 3:6          |